# Актуесай
Актуесай (каз. Ақтүесай) — село в Уалихановском районе Северо-Казахстанской области Казахстана. Административный центр Актуесайского сельского округа. Код КАТО — 596433100.
Вблизи села проходит автомобильная дорога А-13 Кокшетау — Бидайык (казахстано-российская граница).

## История
Основано в 1954 г. С 1957 по 1996 г. — центральная усадьба зерносовхоза имени К.Маркса.

## Население
В 1999 году население села составляло 1267 человек (636 мужчин и 631 женщина). По данным переписи 2009 года, в селе проживало 885 человек (412 мужчин и 473 женщины).